# Ladissa africana
Ladissa africana är en spindelart som beskrevs av Simon 1907. Ladissa africana ingår i släktet Ladissa och familjen plattbuksspindlar.
Artens utbredningsområde är Sierra Leone. Inga underarter finns listade i Catalogue of Life.